# Reece Gaines
Pour les articles homonymes, voir Gaines.
Reece Gaines, né le 7 janvier 1981 à Madison (Wisconsin), aux États-Unis, est un joueur américain de basket-ball. Il évolue aux postes d'arrière et d'ailier.